# 폴 스튜어트 (배우)
폴 스튜어트(Paul Stewart, 1908년 3월 13일 ~ 1986년 2월 17일)는 미국의 라디오, 영화, 텔레비전, 연극 배우이자 감독, 제작자이다. 스튜어트가 배우로서 맡는 배역의 대부분은 사악하고 냉소적인 캐릭터였다.
오랜 기간 동안 오손 웰스의 친구이자 동료였던 스튜어트는 웰스가 라디오에서 일할 수 있도록 도왔고, 웰스가 진행했던 라디오 프로그램 "우주 전쟁" 제작을 도와주기도 했다. 웰스의 대표작 시민 케인을 통해 영화에 데뷔한 스튜어트는 케인의 집사 레이먼드 역을 맡았다. 이후 50편의 영화에 출연하였고, 5000여 편의 라디오와 텔레비전 쇼에 출연이나 감독을 맡았다.